# A Forest of Arms
A Forest of Arms è il sesto album in studio del gruppo musicale canadese Great Lake Swimmers, pubblicato nel 2015.

## Tracce
Testi e musiche di Tony Dekker, eccetto se diversamente indicato.
1. Something Like a Storm – 3:14
2. Zero in the City – 3:05 (Tony Dekker, Bret Higgins)
3. Shaking All Over – 3:50
4. Don't Leave Me Hanging – 3:12
5. One More Charge at the Red Cape – 3:10
6. I Was a Wayward Pastel Bay – 3:15 (Tony Dekker, Bret Higgins)
7. A Bird Flew Inside the House – 2:47 (Tony Dekker, Bret Higgins)
8. A Jukebox in a Desert of Snow – 3:39
9. I Must Have Someone Else's Blues – 3:11 (Tony Dekker, Bret Higgins)
10. The Great Bear – 4:17
11. With Every Departure – 3:14
12. Expecting You – 3:52